# Czilantajzaur
Czilantajzaur (Chilantaisaurus) – rodzaj dużego teropoda z grupy tetanurów, żyjącego w późnej kredzie na obecnych terenach Azji. Gatunek typowy rodzaju, Chilantaisaurus tashuikouensis został opisany w 1964 roku przez Hu w oparciu o niekompletny szkielet pochodzący z formacji Ulansuhai w Mongolii Wewnętrznej i zaklasyfikowany do grupy karnozaurów. Skały, w których odnaleziono jego skamieniałości, datuje się na apt-alb lub turon. Ze względu na niekompletność materiału kopalnego ustalenie pozycji filogenetycznej czilantajzaura było utrudnione – zaliczano go do allozauroidów, megalozauroidów (spinozauroidów), Tetanurae incertae sedis. Roger B.J. Benson i Xu Xing dowiedli występowania u niego cech typowych dla neotetanurów, takich jak obecność przedpanewkowego dołu w kości biodrowej oraz trapezoidalny w przekroju kształt trzeciej kości śródstopia. Benson i Xu uznali hipotezę o przynależności czilantajzaura do allozauroidów za mało prawdopodobną i spekulowali, że może on reprezentować odrębną linię ewolucyjną bazalnych neotetanurów. Według analizy kladystycznej przeprowadzonej przez Bensona i współpracowników w 2010 roku Chilantaisaurus tashuikouensis należy jednak do allozauroidów i jest bazalnym przedstawicielem kladu Neovenatoridae, grupy siostrzanej karcharodontozaurów. Wynik ten potwierdziła również analiza wykonana przez Carrano i in. (2012); autorzy zastrzegli jednak, że wystarczy wydłużenie drzewa filogenetycznego o zaledwie jeden stopień w stosunku do najbardziej parsymonicznego aby uzyskać drzewo, na którym czilantajzaur jest bazalnym przedstawicielem Carcharodontosauridae. Z kolei Allain i współpracownicy (2012) zaliczyli Chilantaisaurus tashuikouensis do rodziny Spinosauridae; według przeprowadzonej przez autorów analizy kladystycznej Chilantaisaurus był w nierozwikłanej politomii z rodzajami Spinosaurus, Irritator i Ichthyovenator oraz z kladem obejmującym rodzaje Suchomimus i Baryonyx. Natomiast Novas i współpracownicy (2012) sklasyfikowali Chilantaisaurus jako celurozaura o niepewnej pozycji filogenetycznej. Jego masę szacuje się na około 2,5 t, a długość kości udowej na 119 cm, co sugeruje, że osiągał rozmiary zbliżone do największych znanych teropodów, takich jak zaurofaganaks, mapuzaur, czy tyranozaury.
W 1914 roku Anatolij Riabinin opisał szczątki teropoda, którego zaklasyfikował jako nowy gatunek z rodzaju Allosaurus, w 1990 roku przemianowany przez Siergieja Kurzanowa i współpracowników na Chilantaisaurus sibiricus, jednak ze względu na niekompletność materiału kopalnego jego pozycja filogenetyczna jest niepewna, a przynależność do rodzaju Chilantaisaurus – dyskusyjna. Do tego rodzaju zaliczano również gatunek Chilantaisaurus maortuensis, opisany przez Hu w 1964, obecnie klasyfikowany w odrębnym rodzaju Shaochilong. Żył w tym samym miejscu i czasie, co C. tashuikouensis, był jednak znacznie mniejszy – według analizy Stephena Brusattego należał do Carcharodontosauridae, a nie Neovenatoridae, jak C. tashuikouensis.